# عز الدين (ريف حمص)
عز الدين هي بلدة في المنطقة الوسطى من سوريا، تقع شرق شمال مدينة حمص وسط المدن التالية حمص حماه سلمية الرستن، وهي مركز حضاري للعديد من القرى المجاورة والمزارع. دعيت القرية قديمًا بالصلة وذلك إبان العهد الروماني والبيزنطي، وكانت تدعى عند العرب بمنطقة الرياحين تستريح فيها القوافل التجارية القادمة من الشرق باتجاه مدينة حمص وذلك بسبب إغلاق أبواب مدينة حمص ليلا، ثم وابان العهد المملوكي شهدت المنطقة نشاطا علميا واكتسبت اسم الناهضة ثم بعدها عز الدين.